# Người của hòa bình
Danh hiệu "Người của hòa bình" (tiếng Anh: Man of Peace) đã được tạo ra vào năm 1999 ở Rome, nhân Hội nghị thường niên cấp cao thế giới giữa những nhân vật danh tiếng từng đoạt giải Nobel hòa bình (World Summit of Nobel Peace Prize Laureates). Mục đích của giải thưởng này là vinh danh những cá nhân "được lựa chọn từ các nhân vật từ thế giới của văn hóa và thị trường giải trí, những người đã đứng lên vì quyền con người và sự phổ biến các nguyên tắc hòa bình và sự đoàn kết trên thế giới, có những đóng góp xuất sắc cho công bằng xã hội và hòa bình quốc tế"..
Đây là sáng kiến của cựu lãnh đạo Liên Xô Mikhail Gorbachyov, người cũng từng đoạt giải Nobel hòa bình năm 1990. Thường là giải thưởng này được công bố tại Tòa thị chính Rome (Capitoline Hill) với sự tham gia của 2 chủ tịch Hội nghị là Gorbachyov và Walter Veltroni, nguyên Thị trưởng thành phố Rome (2001-2008), và các nhân vật từng được giải Nobel Hòa bình khi tham dự hội nghị thường niên.
Trong những năm đầu, danh hiệu được gọi là "Người vì hòa bình" (Man for Peace) ở châu Âu và "Người của hòa bình" (Man of Peace) ở Hoa Kỳ. Từ năm 2006, tiêu đề giải thưởng đã được chính thức thay đổi và thống nhất thành "Man of Peace" hay còn gọi là "Peace Summit Award".

## Nhân vật đoạt giải
Những người từng nhận giải thưởng này là:
- 2002: Roberto Benigni
- 2003: Đội ca sĩ tuyển của bóng đá quốc gia Ý (Italian National Singers' Football Team)
- 2004: Cat Stevens
- 2005: Bob Geldof
- 2006: Peter Gabriel
- 2007: Don Cheadle và George Clooney
- 2008: Bono
- 2009: Annie Lennox
- 2010: Roberto Baggio
- 2012: Sean Penn [4]
- 2013: Sharon Stone[5]
- 2014: Bernardo Bertolucci[6]
- 2015: Rene Perez[7]

Ngoài ra, Hội nghị còn trao giải thưởng "Peace Summit Award for Social Activism" (Giải thưởng Hòa bình vì sự dấn thân cho xã hội) cho những tổ chức có những đóng góp xuất sắc vì hòa bình quốc tế và công bằng xã hội .
- 2005: Peace Jam
- 2010: Nihonhidankyo (Japan Confederation of Atomic and Hydrogen Bomb Sufferers Organization - Liên đoàn Nhật Bản của Tổ chức Nạn nhân bom nguyên tử và bom khinh khí)